# Алберто Коломбо
Алберто Коломбо на италиански: Alberto Colombo е бивш пилот от Формула 1. Роден на 23 февруари 1946 г, 7 януари 2024 г. в Варедо, Италия.

## Формула 1
Алберто Коломбо прави своя дебют във Формула 1 в Голямата награда на Белгия през 1978 г. В световния шампионат записва 3 състезания като не успява да спечели точки, състезава се за АТС и Мерцарио.